# Fabio Fognini
Fabio Fognini (* 24. května 1987 Sanremo) je italský profesionální tenista. Ve své dosavadní kariéře vyhrál na okruhu ATP Tour devět singlových titulů včetně Monte Carlo Masters 2019 a osm deblových trofejí včetně Australian Open 2015. Na challengerech ATP a okruhu ITF získal šest titulů ve dvouhře a jeden ve čtyřhře.
Na žebříčku ATP byl nejvýše klasifikován v červenci 2019 na 9. místě ve dvouhře a ve čtyřhře v červenci 2015 na 7. místě. Trénuje ho German Gaich. Dříve tuto roli plnil Alberto Mancini.
Na nejvyšší grandslamové úrovni triumfoval s krajanem Simone Bolellim v mužské čtyřhře Australian Open 2015, čímž se stali první ryze italským mužským párem, který australský major ovládl. Ve vítězném finále čtyřhry Croatia Open Umag 2022 odvrátili šest mečbolů v řadě, když po ztrátě první sady otočili v tiebreaku druhé poměr míčů 0:6. Celkově v utkání čelili osmi mečbolům.
V italském daviscupovém týmu debutoval v roce 2008 utkáním zóny Evropy a Afriky proti Lotyšsku, v němž ve třech setech nestačil na Ernestse Gulbise. Do září 2023 v soutěži nastoupil k třiceti mezistátním utkáním s bilancí 23–9 ve dvouhře a 12–11 ve čtyřhře.
Itálii reprezentoval na Letních olympijských hrách 2012 v londýnském All England Clubu, kde v mužské dvouhře na úvod podlehl světové dvojce Novaku Djokovićovi, přestože získal první set. Zúčastnil se také Her XXXI. olympiády v Riu de Janeiru, kde ve třetím kole dvouhry podlehl pozdějšímu vítězi Andymu Murraymu. Spolu s Andreasem Seppim skončili v mužské čtyřhře ve čtvrtfinále na raketách páru Daniel Nestor a Vasek Pospisil.

## Osobní život
Narodil se v turistickém letovisku na riviéře Sanremu do rodiny vlastníka společnosti Fulvia a ženy v domácnosti Silvany Fogniniových. Má mladší sestru Fulvii. Tenis začal hrát ve čtyřech letech. Nepreferuje žádný povrch a za nejsilnější údery uvedl forhend a bekhend. Je fotbalovým fanouškem italských klubů Inter Milán a Janov. Vyjma rodné italštiny mluví anglicky, španělsky a francouzsky.
V únoru 2014 navázal partnerský vztah s italskou tenistkou a vítězkou US Open Flavií Pennettaovou. Následujícího roku se pár zasnoubil a v červnu 2016 uzavřel sňatek v jihoitalském městě Ostuni. V roce 2017 se jim narodil syn Federico a o dva roky později dcera Farah.

## Finále na Grand Slamu

### Mužská čtyřhra: 1 (1–0)
| Stav  | rok  | turnaj          | povrch | spoluhráč      | soupeři ve finále                   | výsledek |
| ----- | ---- | --------------- | ------ | -------------- | ----------------------------------- | -------- |
| Vítěz | 2015 | Australian Open | tvrdý  | Simone Bolelli | Pierre-Hugues Herbert Nicolas Mahut | 6–4, 6–4 |

## Finále na okruhu ATP Tour
| Legenda (před / od 2009)                                    |
| ----------------------------------------------------------- |
| D – dvouhra; Č – čtyřhra                                    |
| Grand Slam (1–0 Č)                                          |
| Turnaj mistrů (0–0)                                         |
| ATP Masters Series / ATP Tour Masters 1000 (1–0 D; 0–3 Č)   |
| ATP International Series Gold / ATP Tour 500 (1–2 D; 1–3 Č) |
| ATP International Series / ATP Tour 250 (7–8 D; 6–6 Č)      |

| Tituly dle povrchu    |
| --------------------- |
| tvrdý (1–4 D; 3–4 Č)  |
| antuka (8–6 D; 4–8 Č) |
| tráva (0–0)           |
| koberec (0–0)         |

### Dvouhra: 19 (9–10)
| Stav      | č.  | datum             | turnaj                   | povrch     | soupeř ve finále      | výsledek            |
| --------- | --- | ----------------- | ------------------------ | ---------- | --------------------- | ------------------- |
| Finalista | 1.  | 29. dubna 2012    | Bukurešť, Rumunsko       | antuka     | Gilles Simon          | 4–6, 3–6            |
| Finalista | 2.  | 23. září 2012     | Petrohrad, Rusko         | tvrdý (h)  | Martin Kližan         | 2–6, 3–6            |
| Vítěz     | 1.  | 14. července 2013 | Stuttgart, Německo       | antuka     | Philipp Kohlschreiber | 5–7, 6–4, 6–4       |
| Vítěz     | 2.  | 21. července 2013 | Hamburk, Německo         | antuka     | Federico Delbonis     | 4–6, 7–6(10–8), 6–2 |
| Finalista | 3.  | 28. července 2013 | Umag, Chorvatsko         | antuka     | Tommy Robredo         | 0–6, 3–6            |
| Vítěz     | 3.  | 9. února 2014     | Viña del Mar, Chile      | antuka     | Leonardo Mayer        | 6–2, 6–4            |
| Finalista | 4.  | 16. února 2014    | Buenos Aires, Argentina  | antuka     | David Ferrer          | 4–6, 3–6            |
| Finalista | 5.  | 4. května 2014    | Mnichov, Německo         | antuka     | Martin Kližan         | 6–2, 1–6, 2–6       |
| Finalista | 6.  | 22. února 2015    | Rio de Janeiro, Brazílie | antuka     | David Ferrer          | 2–6, 3–6            |
| Finalista | 7.  | 2. srpna 2015     | Hamburk, Německo         | antuka     | Rafael Nadal          | 5–7, 5–7            |
| Vítěz     | 4.  | 24. července 2016 | Umag, Chorvatsko         | antuka     | Andrej Martin         | 6–4, 6–1            |
| Finalista | 8.  | 23. října 2016    | Moskva, Rusko            | tvrdý (h)  | Pablo Carreño Busta   | 6–4, 3–6, 2–6       |
| Vítěz     | 5.  | 30. července 2017 | Gstaad, Švýcarsko        | antuka     | Yannick Hanfmann      | 6–4, 7–5            |
| Finalista | 9.  | 24. září 2017     | Petrohrad, Rusko         | tvrdý (h)  | Damir Džumhur         | 6–3, 4–6, 2–6       |
| Vítěz     | 6.  | 4. března 2018    | São Paulo, Brazílie      | antuka (h) | Nicolás Jarry         | 1–6, 6–1, 6–4       |
| Vítěz     | 7.  | 22. července 2018 | Båstad, Švédsko          | antuka     | Richard Gasquet       | 6–3, 3–6, 6–1       |
| Vítěz     | 8.  | 5. srpna 2018     | Los Cabos, Mexiko        | tvrdý      | Juan Martín del Potro | 6–4, 6–2            |
| Finalista | 10. | 30. září 2018     | Čcheng-tu, Čína          | tvrdý      | Bernard Tomic         | 1–6, 6–3, 6–7(7–9)  |
| Vítěz     | 9.  | 21. dubna 2019    | Monte Carlo, Monako      | antuka     | Dušan Lajović         | 6–3, 6–4            |

### Čtyřhra: 20 (8–12)
| Stav      | č.  | datum             | turnaj                                | povrch    | spoluhráč         | soupeři ve finále                   | výsledek              |
| --------- | --- | ----------------- | ------------------------------------- | --------- | ----------------- | ----------------------------------- | --------------------- |
| Finalista | 1.  | 20. července 2008 | Umag, Chorvatsko                      | antuka    | Carlos Berlocq    | Michal Mertiňák Petr Pála           | 2-6, 6-3, 10-5        |
| Finalista | 2.  | 27. února 2010    | Acapulco, Mexiko                      | antuka    | Potito Starace    | Łukasz Kubot Oliver Marach          | 6-0, 6-0              |
| Vítěz     | 1.  | 30. července 2011 | Umag, Chorvatsko                      | antuka    | Simone Bolelli    | Marin Čilić Lovro Zovko             | 6–3, 5–7, [10–7]      |
| Finalista | 3.  | 14. dubna 2012    | Casablanca, Maroko                    | antuka    | Daniele Bracciali | Dustin Brown Paul Hanley            | 5–7, 3–6              |
| Vítěz     | 2.  | 24. února 2013    | Buenos Aires, Argentina               | antuka    | Simone Bolelli    | Nicholas Monroe Simon Stadler       | 6–3, 6–2              |
| Finalista | 4.  | 2. března 2013    | Acapulco, Mexiko                      | antuka    | Simone Bolelli    | Łukasz Kubot David Marrero          | 5–7, 2–6              |
| Finalista | 5.  | 6. října 2013     | Peking, Čína                          | tvrdý     | Andreas Seppi     | Max Mirnyj Horia Tecău              | 4–6, 2–6              |
| Vítěz     | 3.  | 31. ledna 2015    | Australian Open, Melbourne, Austrálie | tvrdý     | Simone Bolelli    | Pierre-Hugues Herbert Nicolas Mahut | 6–4, 6–4              |
| Finalista | 6.  | 22. března 2015   | Indian Wells, Spojené státy           | tvrdý     | Simone Bolelli    | Jack Sock Vasek Pospisil            | 6–4, 6–7(3–7), [10–7] |
| Finalista | 7.  | 19. dubna 2015    | Monte Carlo, Monako                   | antuka    | Simone Bolelli    | Bob Bryan Mike Bryan                | 6–7(3–7), 1–6         |
| Finalista | 8.  | 18. října 2015    | Šanghaj, Čína                         | tvrdý     | Simone Bolelli    | Raven Klaasen Marcelo Melo          | 3–6, 3–6              |
| Finalista | 4.  | 2. října 2016     | Šen-čen, Čína                         | tvrdý     | Robert Lindstedt  | Oliver Marach Fabrice Martin        | 7–6(7–4), 6–3         |
| Finalista | 9.  | 22. července 2018 | Båstad, Švédsko                       | antuka    | Simone Bolelli    | Julio Peralta Horacio Zeballos      | 3–6, 4–6              |
| Vítěz     | 5.  | 23. září 2018     | Petrohrad, Rusko                      | tvrdý (h) | Matteo Berrettini | Roman Jebavý Matwé Middelkoop       | 7–6(8–6), 7–6(7–4)    |
| Finalista | 10. | 10. ledna 2022    | Sydney, Austrálie                     | tvrdý     | Simone Bolelli    | Filip Polášek John Peers            | 5–7, 5–7              |
| Finalista | 11. | únor 2022         | Buenos Aires, Argentina               | antuka    | Horacio Zeballos  | Santiago González Andrés Molteni    | 1–6, 1–6              |
| Vítěz     | 6.  | únor 2022         | Rio de Janeiro, Brazílie              | antuka    | Simone Bolelli    | Jamie Murray Bruno Soares           | 7–5, 6–7(2–7), [10–6] |
| Finalista | 12. | červenec 2022     | Båstad, Švédsko                       | antuka    | Simone Bolelli    | Rafael Matos David Vega Hernández   | 4–6, 6–3, [11–13]     |
| Vítěz     | 7.  | červenec 2022     | Umag, Chorvatsko                      | antuka    | Simone Bolelli    | Lloyd Glasspool Harri Heliövaara    | 5–7, 7–6(8–6), [10–7] |
| Vítěz     | 8.  | únor 2023         | Buenos Aires, Argentina (2)           | antuka    | Simone Bolelli    | Nicolás Barrientos Ariel Behar      | 6–2, 6–4              |

## Vítězství nad hráči Top 10
| Č.                                     | hráč                  | ATP | turnaj                                | povrch | fáze          | skóre                         |
| -------------------------------------- | --------------------- | --- | ------------------------------------- | ------ | ------------- | ----------------------------- |
| 2010                                   |                       |     |                                       |        |               |                               |
| 1.                                     | Fernando Verdasco     | 9.  | Wimbledon, Londýn, Spojené království | tráva  | 1. kolo       | 7–6(11–9), 6–2, 6–7(6–8), 6–4 |
| 2013                                   |                       |     |                                       |        |               |                               |
| 2.                                     | Tomáš Berdych         | 6.  | Monte Carlo, Monako                   | antuka | 3. kolo       | 6–4, 6–2                      |
| 3.                                     | Richard Gasquet       | 9.  | Monte Carlo, Monako                   | antuka | čtvrtfinále   | 7–6(7–0), 6–2                 |
| 2014                                   |                       |     |                                       |        |               |                               |
| 4.                                     | Andy Murray           | 8.  | Davis Cup, Neapol, Itálie             | antuka | zákl. skupina | 6–3, 6–3, 6–4                 |
| 2015                                   |                       |     |                                       |        |               |                               |
| 5.                                     | Rafael Nadal          | 3.  | Rio de Janeiro, Brazílie              | antuka | semifinále    | 1–6, 6–2, 7–5                 |
| 6.                                     | Rafael Nadal          | 4.  | Barcelona, Španělsko                  | antuka | 3. kolo       | 6–4, 7–6(8–6)                 |
| 7.                                     | Rafael Nadal          | 8.  | US Open, New York, Spojené státy      | tvrdý  | 3. kolo       | 3–6, 4–6, 6–4, 6–3, 6–4       |
| 2017                                   |                       |     |                                       |        |               |                               |
| 8.                                     | Jo-Wilfried Tsonga    | 8.  | Indian Wells, Spojené státy           | tvrdý  | 2. kolo       | 7–6(7–4), 3–6, 6–4            |
| 9.                                     | Kei Nišikori          | 4.  | Miami, Spojené státy                  | tvrdý  | čtvrtfinále   | 6–4, 6–2                      |
| 10.                                    | Andy Murray           | 1.  | Řím, Itálie                           | antuka | 2. kolo       | 6–2, 6–4                      |
| 2018                                   |                       |     |                                       |        |               |                               |
| 11.                                    | Dominic Thiem         | 8.  | Řím, Itálie                           | antuka | 2. kolo       | 6–4, 1–6, 6–3                 |
| 12.                                    | Juan Martín del Potro | 4.  | Los Cabos, Mexiko                     | tvrdý  | finále        | 6–4, 6–2                      |
| 2019                                   |                       |     |                                       |        |               |                               |
| 13.                                    | Alexander Zverev      | 3.  | Monte Carlo, Monako                   | antuka | 3. kolo       | 7–6(8–6), 6–1                 |
| 14.                                    | Rafael Nadal          | 2.  | Monte Carlo, Monako                   | antuka | semifinále    | 6–4, 6–2                      |
| 15.                                    | Karen Chačanov        | 9.  | Šanghaj, Čína                         | tvrdý  | 3. kolo       | 6–3, 7–5                      |
| výhra nad úřadující světovou jedničkou |                       |     |                                       |        |               |                               |

## Postavení na konečném žebříčku ATP

### Dvouhra
| Rok    | 2003  | 2004   | 2005   | 2006   | 2007  | 2008  | 2009  | 2010  | 2011  | 2012  | 2013  | 2014  | 2015  | 2016  | 2017  | 2018  | 2019  | 2020  | 2021  | 2022  |
| Pořadí | 1082. | ▲ 786. | ▲ 302. | ▲ 249. | ▲ 94. | ▲ 92. | ▲ 54. | ▼ 55. | ▲ 48. | ▲ 45. | ▲ 16. | ▼ 20. | ▼ 21. | ▼ 49. | ▲ 27. | ▲ 13. | ▲ 12. | ▼ 17. | ▼ 37. | ▼ 56. |

### Čtyřhra
| Rok    | 2003  | 2004    | 2005    | 2006   | 2007   | 2008   | 2009   | 2010   | 2011  | 2012   | 2013  | 2014  | 2015  | 2016   | 2017  | 2018  | 2019   | 2020   | 2021   | 2022  |
| Pořadí | 1040. | ▼ 1334. | ▼ 1656. | ▲ 374. | ▼ 490. | ▲ 133. | ▼ 212. | ▲ 138. | ▲ 34. | ▼ 111. | ▲ 36. | ▼ 57. | ▲ 10. | ▼ 177. | ▲ 96. | ▲ 78. | ▼ 148. | ▲ 142. | ▲ 107. | ▲ 23. |